# 忠義救國軍
忠義救國軍，是一支由戴笠所創辦的的戰鬥武力；歷經幾次的整編改制，從一支諜報特務隊伍變成全美式裝備的正規軍，参与了中国抗日战争與第二次国共内战。另外，第二次国共内战期间从东北到海南岛都有地方武装命名为忠义救国军。

## 歷史
1937年的淞滬戰役爆发后，蔣中正于9月4日电令在上海成立“苏浙行动委员会”，由戴笠、宋子文、张治中、吴铁城（广东省政府主席）、俞鸿钧（上海市长）、杜月笙、杨虎（淞沪警备司令）、錢永銘、刘志陆（桂系、帮会）、贝祖诒、吉章简（上海警界）、蔡劲军（上海军界）、俞作柏等人任委员，其中戴笠、杜月笙、刘志陆三人为常务委员，杜月笙代俞鸿钧出任主任委员，戴笠为书记长主持日常工作，陈昶新/郭履洲任参谋长兼参谋处长，余乐醒任总务处长兼技术室主任，张冠夫任经理处长兼交通组长，汪祖华任政训处长，谢力东任情报处长，周伟龙兼任书记长办公室书记代戴笠主持工作，后文强接替周伟龙任书记兼人事科长主持日常工作。9月7日，蒋介石限令戴笠和杜月笙“在一个月内，组建万人的別動隊游击武装，配合正规军对日作战，在敌前敌后袭扰牵制日军，肃清奸谍”。戴笠於1937年9月底成立「蘇浙行動委員會別働隊」（簡稱「別働隊」），辖五个支队和一个特务大队，总兵力1.1万人：
- 总指挥刘志陆
- 参谋长杨振华（原87师参谋长)
- 第一支队：由向松坡动员洪门弟兄参加。支队长何行健（何天风，黄埔二期，1939年2月8日率部投日被镇压）。辖第1、2、3大队。
  - 第三大队大队长任达和张执一、余纪一等共产和左翼人士
- 第二支队：为海员支队，支队长陸京士。辖第4、5、6大队。
- 第三支队：为邮政支队，支队长朱学范。上海沦陷后支队残部退入租界。辖第7、8、9大队。
- 第四支队：军统人员为主，成分包括工人、农民、学生、失业青年等各方面人。支队长张邺（黄埔三期）。
- 第五支队：受训的公民联队里的店员、学生、青工。支队长陶一珊（黄埔六期）。辖5个大队。
- 直属特务大队：大队长王兆槐（黄埔四期）/赵理君
- 北方支队：总指挥王天木，副总指挥陈恭澍。年底在河北宝坻附近遭日军合围覆没。
- 军事委员会苏浙行动委员会青浦特种技术训练班：余乐醒任该班副主任兼教育长。9月27日开始在青浦县西溪小学报到集中，招学员408人。10月4日开学典礼。为军统抗战时期第一个训练班。
- 松江特训班：谢力公任班副主任兼教育长
- 佘山教导团

在淞沪会战阵亡超过2700人，负伤5000多人。 
1937年12月，苏浙行动委员会军事组长俞作柏率别动队余部1700余人撤至安徽省祁门县历口镇。1938年1月，第一支队余部由何行健率领经奉化撤至遂安，与军统毛森在浙江江山开办的游击干部训练班在东阳合编为别动队浙东支队。随后，戴笠将安徽和浙江两地的别动队余部统一整编为苏浙行动委员会别动队教导团，其中在安徽的部队整编为教导第1团，在浙江的部队整编为教导第2团，戴笠兼任总团长，俞作伯任副总团长，负实际指挥责任。
1938年3月徐州会战正酣，日军在江南守备薄弱。蒋介石命令戴笠“收容整编流散浦东及沪杭沿线的国军，加强敌后游击工作”。戴笠在武汉成立别动队总指挥部（代号“平定”）并任总指挥。至4月底发展到万余人：
- 教导第1团（又称第一支队）：1937年12月，苏浙行动委员会军事组长俞作柏率别动队余部1700余人撤至安徽省祁门县历口镇后改编。团长俞作柏兼/汤毅生
- 教导第2团（又称第二支队）：1938年1月，何行健率原第一支队余部撤至遂安，在东阳与毛森开办的军统局江山（县）游击干部训练班合编为浙东支队。随后改编。团长王春晖
- 第三支队
- 第四支队：支队长许雷生
- 第五支队：江阴东乡部队收编。支队长朱松寿/袁亚承
- 第六支队：沙洲县东部武装被收编。支队长杨行方。
- 第七支队
- 第八支队：后成立。支队长丁锡山
- 第九支队：后成立。支队长
- 第十支队：后成立。支队长周振纲
- 江北独立支队：后成立。支队长陈文
- 直属大队
- 淞沪区指挥部：1939年3月1日成立。总指挥何行健，副总指挥杨蔚，参谋长徐志道，参谋处长郭履洲（黄埔六期）。
- 南京行动总队：1938年2月别动队南京情报组管容德成立南京行动总队，发展到5个支队共300人。[4]
- 上海行动总队：总队长亢祖周/杨蔚

1938年5月，別働隊改名為國民政府軍事委員會忠義救國軍，总团长戴笠兼/1938.9俞作柏/1940.1周伟龙/1942.6阮清源代理/1943.5马志超，副总团长俞作伯实际指挥/1939杨蔚/1942.4阮清源/1944王春晖，参谋长徐光英/尚望/郭墨涛（1943.5-10代理总指挥）/1943.10郭履洲，政治部主任文强。忠義救國軍最初的成員超過兩千人，來自上海工運與杜月笙青幫幫派勢力，戴笠推舉杜月笙為蘇浙行動委員會別動隊主任委員，編成兩個教導團，後來擴展到超過10萬人。於1938年夏季與秋季對於在長江三角洲的日軍進行了有效的游擊戰，多次襲擊用船或卡車活動的小股日軍，美軍觀察員報告說它的游擊戰造成許多日軍傷亡。
1940年3月，周伟龙正式就任忠义救国军总指挥，并把忠义救国军总部进驻浙江孝丰，忠义救国军部队全部集中到孝丰整编为3个团和4个直属总队共1.5万人并进行整训：
- 第一团：团长王春晖，副团长汪浩然、王力忠。
- 第二团：团长罗国熙，副团长薛涤愁、李骧。
- 第三团：团长阮清源，副团长亢祖周、李风。
- 第四团：团长文德回湖南组建该团。
- 第五团：1941年夏编成。团长黄龙
- 第六团：1941年夏编成。团长黄天存
- 淞沪行动总队：总队长阮清源兼
- 南京行动总队：总队长管容德
- 苏常行动总队：总队长梅卓夫
- 浙东行动总队：总队长相强伟
- 浙西行动总队：
- 干部训练班：主任周伟龙兼，副主任兼教育长周有为，总教官孙为雨
  - 第一队（军官队）：队长薛涤愁
  - 第二队（政工队）：队长汪瑞文
  - 第三队（技术队）：队长言中培
  - 第四队（军士队）：队长钟祥祯
  - 干部教导队：队长周伟龙兼，副队长刘伟

然后总部移驻皖南广德，直属于第三战区指挥。
皖南事变后，整训完毕的忠义救国军兵分四路(苏嘉沪区、澄锡虞区、锡武宜区、京丹溧区)重回京沪杭沦陷区开展敌后游击战，扩大为3个教导总队、3个行动总队(淞沪、南京、苏常)、3个教导团、16个支队、1个大队，官兵达5万余人。但不久就受到日军的拦截和攻击，又与新四军第六师发生摩擦。1941年5月，全军整编为四个纵队、两个行动总队、一个特务大队、一个军官训练队，总共下辖26个大队和2个直属队，总人数近3万，活跃在长江以南以京沪杭三角为重点的苏浙沪皖敌后地区。
- 第一路苏嘉沪区挺进纵队：以原来第三支队阮清源部及淞沪行动总队为基干。队长阮清源兼
- 第二路澄锡虞区挺进纵队：以第一支队郭墨涛部为基干。队长梅卓夫
- 第三路锡武宜区挺进纵队：以第二支队文德部为基干。队长刘伟（1941年夏初阵亡）
- 第四路京丹溧区挺进纵队：以南京行动总队为基干。

由于中英军事合作，为此1942年1月成立了军事委员会别动军司令部，1942年3月将忠义救国军改称“军事委员会别动忠义救国军”。1942年4月中英军事合作无果而终，开始中美特种技术合作所。1942年夏阮清源代理总指挥。由于苏南清鄉，被迫退回天目山整训。忠义救国军扩大到七个纵队，总兵力达到了约5万人。
1943年忠义救国军和别动军一起接受中美合作所的训练，受训后忠义救国军由4个纵队缩编为3个纵队(原忠救军第三、四纵队加上别动军第七纵队合编为忠救军第三纵队)，换发美式装备，接受中美联合指挥，继续在苏浙皖敌后坚持游击战。
1944年春，在浙西于潜方元铺成立忠义救国军前进指挥所，由忠义救国军总指挥马志超负责，下辖忠救军3个纵队、5个行动总队、共64个支队或地方行动队，总兵力3.1万余。其下辖3个地区指挥部：
- 温台指挥部，在浙东沿海地区和沿海岛屿，以及浦东、崇明等地区作战；
- 淞沪指挥部，在淞沪附近地区作战；
- 鄞杭指挥部，在富春江和杭州湾一带作战。

1945年春序列：
- 忠义救国军前进指挥所，在浙江于潜县，由总指挥马志超亲自坐镇
- 淞沪区指挥部：在浙江分水县。总指挥阮清源兼，副总指挥顾伟
  - 淞沪行动总队：总队长顾伟兼
  - 太湖行动总队：总队长殷丹田/1944赵安民
  - 独二支队：支队长朱超平
  - 新一团：团长安我华
  - 新二团
  - 第一纵队：司令李骧
    - 第一团：团长王力忠
    - 第二团：团长薛涤愁
    - 第三团：团长艾庆章

  - 第二纵队：司令汪浩然/余万选
    - 第一团：团长文德
    - 第二团：团长亢祖周
    - 第三团：团长黄天存

  - 第三纵队：司令鲍步超
  - 护航纵队：司令黄八妹
  - 修械所：所长王忠，指导员苏绍槐
  - 野战重伤医院：院长汪春瑞
- 温台区指挥部：驻瑞安的玉壶。总指挥郭履洲。辖中美班的三个教导营（教导总队第10、第11营），一个特务大队，一个独立支队，一个水上大队 
  - 浦东行动总队：总队长张为邦
- 鄞杭区指挥部：在浙江桐庐县，总指挥鲍步超
- 教导总队：总队长翁养正

根據國防部情報局所載，抗戰期間執行制裁敵偽首要的暗殺行動有248件。
忠義救國軍總部（1944年以后代号“平定”）最初位於浙江孝豐；後移駐安徽廣德縣王嶺；再移駐浙江昌化河橋。戴笠最初兼任總指揮，其後由俞作柏、周偉龍及阮清源接任總指揮。
1944年9月，戴笠曾經呈請蔣中正准免於裁汰忠義救國軍，該手令細數忠義救國軍之貢獻。1945年8月日本投降時，該組織曾就近協助京滬杭地區的受降與復原工作。
中美合作所曾負責訓練忠義救國軍，美軍並且曾與其共同作戰。1945年6月14日，忠義救國軍第十營攻下浙江省瑞安县（今瑞安市），18日攻下永嘉县（今溫州市城区），6月22日第十一營攻下乐清（今紹興市越城區）。到七月中旬，救國軍已經向北追擊日軍到浙江省的海门地区（今台州市椒江區）。在此一個多月間，兩營擊斃敵軍539人，忠義救國軍陣亡48人。
1946年1月21日，改編為交通警察部隊。:95-96

### 二二八事件中的角色
1947年3月8日，二二八事件中，保密局長鄭介民派遣劉戈青抵台，同台灣負責人陳達元，協助長官公署工作，並赴新竹井上溫泉確認張學良安危後，返回台北召集角頭、組織忠義救國軍別動隊多組，進行清鄉行動。國民黨臺灣省黨部主委李翼中指出：「別動隊於各地嚴密搜索參與事變之徒，即名流碩望、青年學生亦不能倖免，繫獄或逃匿者不勝算。中等以上學生，以曾參與維持治安，皆畏罪逃竄遍山谷，家人問生死、覓屍首，奔走駭汗、啜泣閭巷」；保密局檔案中也出現各地諜報組人員對地方人士的各種監視情報、指控罪名，並出現大批的黑名單；國民黨營《國是日報》記錄：「陳儀從福建帶來的一批軍統局特警東南訓練班出身的警備部特工人員，卻奉令祕密處決各地參與反政府活動的士紳人民」。

## 相關書目
- 梅乐斯. . Doubleday. 1967  [2015-10-04]. （原始内容存档于2011-12-30）.